# 奥吕 (阿列日省)
奥吕（法語：Orus）是法国阿列日省的一个市镇，属于富瓦区（Foix）维克代索县（Vicdessos）。该市镇2009年时的人口为25人。

## 人口
奥吕人口变化图示
| 数据来源：INSEE |